# Alan Pulido
Alan Pulido Izaguirre (Ciudad Victoria, Tamaulipas, 8 de marzo de 1991) es un futbolista mexicano. Juega como delantero y su equipo es el Club Deportivo Guadalajara de la Primera División de México. 
En su  destaca el campeonato del Torneo Esperanzas de Toulon de 2012, los títulos de Liga MX obtenidos con Tigres UANL en el Apertura 2011 y con el Club Deportivo Guadalajara en el Clausura 2017, además del campeonato de la Superliga de Grecia obtenido con el Olympiacos en la temporada (2015-2016).
Tras representar a su país en la Copa Mundial de Fútbol de 2014, Pulido enfrentó una disputa contractual con el Club Tigres que llegó hasta instancias internacionales. En 2015, el Tribunal de Arbitraje Deportivo (TAS) falló en su contra y canceló su pase internacional al Levadiakos FC de Grecia. De esta manera, el jugador se vio obligado a renegociar con el club mexicano y enfrentar las demandas legales emprendidas por la institución.

## Trayectoria
Inicios y Tigres UANL
Se integró en el 2003 a las fuerzas básicas de los Tigres UANL, donde participó en las categorías Sub-15, Sub-17, Sub-20 y equipo de la tercera división de Tigres. Tras destacadas actuaciones para el Clausura 2009 llamó la atención del técnico Daniel Guzmán, quien lo llevó a la pretemporada y al primer equipo. Jugó la Superliga 2009, e hizo su debut profesional jugando los 90 minutos. Fue registrado a partir del torneo bicentenario 2010, debutó el 27 de marzo de 2010 en la derrota de 0-3 ante el Monarcas Morelia.[cita requerida]
En el Apertura 2010, Alan Pulido fue registrado con el primer equipo bajo las órdenes del Tuca Ferretti y marcó su primer gol el 13 de abril de 2011 en la victoria de 4-2 ante el Pachuca.[cita requerida]
Participó en la final donde obtuvo el título del torneo Apertura 2011 contra el equipo de Santos anotando el último gol.[cita requerida]
 Conflicto con Tigres 
Al regresar del mundial, expresó sus intenciones de emigrar al fútbol europeo, específicamente al Levadiakos Fútbol Club, argumentando que ya no tenía contrato con los Tigres UANL. La directiva del club negó que su contrato hubiera expirado y exigió al jugador presentarse a los entrenamientos. Alan nunca se presentó, haciendo que fuera relegado al segundo equipo y haciéndose acreedor de una multa. Pulido hizo caso omiso a las advertencias del club y los demandó, explicando que él ya no era jugador del club. Inició así un juicio ante la Femexfut.
El Tribunal de Arbitraje Deportivo falló a favor de Tigres UANL, negándole al jugador un pase provisional, por lo que Pulido únicamente podría jugar para Tigres. Del mismo modo, la Federación Mexicana de Fútbol también negó el pase internacional para que pueda emigrar a jugar en Grecia. A pesar de esto, el 27 de febrero de 2015 la FIFA le otorgó el pase provisional al jugador, por lo que finalmente podría jugar en el Levadiakos FC, sin embargo, la Super Liga de Grecia fue suspendida por tiempo indefinido, por lo que tendría que esperar algún tiempo para regresar a las canchas.[cita requerida]
 TAS a favor de Tigres 
El 7 de septiembre de 2015, el TAS declaró falla en Pulido a favor de los Tigres UANL, donde todavía tiene contrato hasta junio de 2016.[cita requerida]
Levadiakos Fútbol Club
El 20 de diciembre de 2014 se anunciaron negociaciones entre Pulido y el equipo de Levadiakos FC. Finalmente el 29 de enero de 2015 se anunció a través de la página oficial de Levadiakos a Alan Pulido como nuevo refuerzo.
El 9 de marzo de 2015 debutó en la Super Liga de Grecia con la playera del Levadiakos. Es su debut anotó en el triunfo de 1-3 sobre el Platanias.
Olympiacos Fútbol Club
El 3 de julio de 2015 el Olympiacos Fútbol Club anunció la contratación de Pulido.
El 28 de octubre de 2015 el delantero mexicano del Olympiacos, Alan Pulido, finalmente debutó con la escuadra helénica y fue en un compromiso por la Copa de Grecia ante la plantilla del Platanias, lo que significaron sus primeros minutos en un duelo oficial desde hace meses. El 23 de enero de 2016 anota su primer gol en la Superliga Griega.
El domingo 28 de febrero de 2016 anotó un gol en la victoria del Olympiacos ante Veria FC y a 6 fechas de terminar la temporada se proclama campeón de la Superliga Griega consiguiendo su primer título en Europa.
Club Deportivo Guadalajara
En el draft Apertura 2015, el 9 de junio de 2015, el Club Deportivo Guadalajara compra el 50% de los derechos federativos a los Tigres UANL, dueños de su carta. Sin embargo, el equipo de Olympiacos Fútbol Club compró al jugador procedente de Levadiakos FC, por lo que Chivas no pudo fichar al jugador.
Durante el mes de agosto se especulaba su llegada a Chivas, aunque el Club Deportivo Guadalajara no lo había hecho oficial.
El 30 de agosto de 2016 fue confirmado como el nuevo y último refuerzo de Chivas para el Apertura 2016. La transacción fue por 18 millones de dólares con un contrato por 5 años, siendo la transferencia más cara de la historia de la Liga MX, y convirtiéndose en el refuerzo bomba del torneo. 
En 2017 logra conseguir el 'doblete', ganando la Copa MX Cl. 2017 y la Liga MX Cl. 2017. Anotó el primer gol en la final de ida en Monterrey y el primer gol en la final de vuelta en Guadalajara. Con ese gol se proclamaría campeón de liga y copa con las Chivas.
En el apertura 2019 lograría el campeonato de goleo con el Guadalajara anotando en 12 ocasiones, compartiendo el título con Mauro Quiroga.
Debido a una queja sobre su contrato y declarando que si no se resolvía consideraría salir del club, el club opta por ponerlo en calidad de transferible, posteriormente, el 10 de diciembre del 2019, Chivas hace oficial su salida del club.
Sporting Kansas City
El 10 de diciembre del 2019, el Sporting Kansas oficializa su traspaso por una cifra que rondaba los ocho millones de dólares, con un contrato por 3 años.

## Selección nacional

### Sub-20
Fue llamado a la Selección Sub-20 para el Copa Mundial de Fútbol Sub-20 de 2011, jugando los 5 partidos pero sin meter gol.

### Sub-22
En el 2011 fue llamado por Luis Fernando Tena para la lista final de 23 jugadores para la Copa América 2011. Sin embargo fue separado por un incidente de una fiesta con sus compañeros de la Selección Sub-22.
El 23 de marzo de 2012 Pulido anotó el primer gol en la victoria por 7-1 de México sobre Trinidad y Tobago en el Torneo Preolímpico de la CONCACAF 2012 celebrado en los Estados Unidos. Dos días más tarde anotó un triplete en la victoria de México 3-0 sobre Honduras. Su quinto gol llegó en el partido semifinal contra Canadá, haciéndole conjunta máximo goleador, junto con su compañero de equipo Marco Fabián.
En el verano de ese año México ganó el Torneo Esperanzas de Toulon, donde Pulido anotó el gol de la competición en la victoria 3-0 sobre Turquía en la final.

### Selección absoluta
| Club               | País   | PJ | Goles | Periodo         |
| ------------------ | ------ | -- | ----- | --------------- |
| Selección Mexicana | México | 20 | 5     | 2014 - Presente |

El 23 de enero de 2014 Pulido recibió su primera convocatoria para la selección nacional por el técnico Miguel Herrera. El 29 de enero de 2014 debuta en el partido contra Corea del Sur donde marcó un "hat-trick". 
El 2 de junio de 2014 Pulido fue nombrado a la lista final de 23 jugadores de México para la Copa Mundial 2014 en Brasil. Sin embargo, no apareció en ningún partido del Mundial.
El 29 de septiembre de 2016, tras 2 años sin ser convocado por los conflictos con Tigres, Alan regresa a la Selección tras tener buenas actuaciones en Chivas. Fue convocado por Juan Carlos Osorio para los partidos contra Nueva Zelanda y Panamá.
El 8 de junio de 2017, tras destacar y ser campeón con Chivas, fue llamado nuevamente a la Selección en la lista preliminar de 40 jugadores rumbo a la Copa Oro 2017. El 1 de julio de 2017, a pesar de haber entrado en la lista final de 23 jugadores, se confirma que Pulido quedó fuera por una lesión en el codo derecho de su brazo. Fue reemplazado por Erick Torres.
El 14 de mayo de 2018 fue llamado a la lista preliminar de 28 jugadores que asistirían al Mundial de Rusia 2018, pero quedó fuera de la lista final de 23 jugadores, y perdió la posibilidad de jugar su segundo Mundial.

#### Goles internacionales
| Gol | Fecha                 | Sede                                                                    | Oponente       | Marcador | Resultado | Competición |
| --- | --------------------- | ----------------------------------------------------------------------- | -------------- | -------- | --------- | ----------- |
| 1.  | 29 de enero del 2014  | Alamodome, San Antonio, Estados Unidos                                  | Corea del Sur  | 2–0      | 4–0       | Amistoso    |
| 2.  | 29 de enero del 2014  | Alamodome, San Antonio, Estados Unidos                                  | Corea del Sur  | 3–0      | 4–0       | Amistoso    |
| 3.  | 29 de enero del 2014  | Alamodome, San Antonio, Estados Unidos                                  | Corea del Sur  | 4–0      | 4–0       | Amistoso    |
| 4.  | 2 de abril del 2014   | Estadio de la Universidad de Phoenix, Glendale, Arizona, Estados Unidos | Estados Unidos | 2–2      | 2–2       | Amistoso    |
| 5.  | 8 de febrero del 2017 | Estadio Sam Boyd, Whitney, Estados Unidos                               | Islandia       | 1–0      | 1–0       | Amistoso    |

### Participaciones en selección nacional
| Torneo                            | Categoría | Sede           | Resultado        | Partidos | Goles |
| --------------------------------- | --------- | -------------- | ---------------- | -------- | ----- |
| Copa Mundial FIFA Sub-20 2011     | Sub-20    | Colombia       | Tercer lugar     | 5        | 0     |
| Preolímpico CONCACAF 2012         | Sub-22    | Estados Unidos | Campeón          | 5        | 5     |
| Copa Mundial de Fútbol de 2014    | Absoluta  | Brasil         | Octavos de final | 0        | 0     |
| Liga de Naciones Concacaf 2019-20 | Absoluta  | Concacaf       | Tercer lugar     | 1        | 0     |
| Copa Oro 2021                     | Absoluta  | Estados Unidos | Subcampeón       | 6        | 0     |

## Estadísticas
Actualización: 11 de agosto de 2025
| Club                          | Temporada       | Liga nacionales | Liga nacionales | Copas nacionales | Copas nacionales | Torneos internacionales | Torneos internacionales | Total | Total | Media Goleadora |
| Club                          | Temporada       | Part.           | Goles           | Part.            | Goles.           | Part.                   | Goles                   | Part. | Goles | Media Goleadora |
| ----------------------------- | --------------- | --------------- | --------------- | ---------------- | ---------------- | ----------------------- | ----------------------- | ----- | ----- | --------------- |
| Tigres B México               | 2008-09         | 12              | 0               | -                | -                | -                       | -                       | 12    | 0     | 0,00            |
| Tigres B México               | Total Club      | 12              | 0               | -                | -                | -                       | -                       | 12    | 0     | 0,00            |
| C.F. Tigres UANL U20 · México | 2009-10         | 23              | 10              | -                | -                | -                       | -                       | 23    | 10    | 0,43            |
| C.F. Tigres UANL U20 · México | 2010-11         | 9               | 7               | -                | -                | -                       | -                       | 9     | 7     | 0,78            |
| C.F. Tigres UANL U20 · México | 2012-13         | 1               | 0               | -                | -                | -                       | -                       | 1     | 0     | 0,00            |
| C.F. Tigres UANL U20 · México | Total Club      | 33              | 17              | -                | -                | -                       | -                       | 33    | 17    | 0,52            |
| C. F. Tigres UANL · México    | 2009-10         | 4               | 0               | -                | -                | 3                       | 0                       | 7     | 0     | 0,00            |
| C. F. Tigres UANL · México    | 2010-11         | 15              | 3               | -                | -                | -                       | -                       | 15    | 3     | 0,20            |
| C. F. Tigres UANL · México    | 2011-12         | 28              | 2               | -                | -                | 2                       | 2                       | 30    | 4     | 0,13            |
| C. F. Tigres UANL · México    | 2012-13         | 21              | 4               | -                | -                | 6                       | 4                       | 27    | 8     | 0,30            |
| C. F. Tigres UANL · México    | 2013-14         | 36              | 14              | 10               | 11               | -                       | -                       | 46    | 25    | 0,54            |
| C. F. Tigres UANL · México    | Total Club      | 104             | 23              | 10               | 11               | 11                      | 6                       | 125   | 40    | 0,32            |
| Levadiakos F. C. · Grecia     | 2014-15         | 6               | 1               | -                | -                | -                       | -                       | 6     | 1     | 1,67            |
| Levadiakos F. C. · Grecia     | Total Club      | 6               | 1               | -                | -                | -                       | -                       | 6     | 1     | 1,67            |
| Olympiacos F. C. · Grecia     | 2015-16         | 8               | 5               | 6                | 1                | 2                       | 0                       | 16    | 6     | 0,37            |
| Olympiacos F. C. · Grecia     | 2016-17         | -               | -               | -                | -                | 1                       | 0                       | 1     | 0     | 0,00            |
| Olympiacos F. C. · Grecia     | Total Club      | 8               | 5               | 6                | 1                | 3                       | 0                       | 17    | 6     | 0,35            |
| C. D. Guadalajara · México    | 2016-17         | 33              | 11              | 8                | 3                | -                       | -                       | 41    | 14    | 0,34            |
| C. D. Guadalajara · México    | 2017-18         | 18              | 4               | -                | -                | 7                       | 2                       | 25    | 6     | 0,24            |
| C. D. Guadalajara · México    | 2018-19         | 28              | 7               | 4                | 2                | 1                       | 0                       | 33    | 9     | 0,27            |
| C. D. Guadalajara · México    | 2019-20         | 18              | 12              | -                | -                | -                       | -                       | 18    | 12    | 0,67            |
| C. D. Guadalajara · México    | Total Club      | 97              | 34              | 12               | 5                | 8                       | 2                       | 117   | 41    | 0,35            |
| S. Kansas City Estados Unidos | 2020            | 14              | 7               | -                | -                | -                       | -                       | 14    | 7     | 0,50            |
| S. Kansas City Estados Unidos | 2021            | 22              | 8               | -                | -                | -                       | -                       | 22    | 8     | 0,36            |
| S. Kansas City Estados Unidos | 2022            | -               | -               | -                | -                | -                       | -                       | -     | -     | -               |
| S. Kansas City Estados Unidos | 2023            | 32              | 14              | 1                | 1                | 1                       | 0                       | 34    | 15    | 0,44            |
| S. Kansas City Estados Unidos | 2024            | 31              | 7               | 5                | 1                | 2                       | 0                       | 38    | 8     | 0,21            |
| S. Kansas City Estados Unidos | Total Club      | 99              | 36              | 6                | 2                | 3                       | 0                       | 108   | 38    | 0,35            |
| C. D. Guadalajara · México    | 2024-25         | 10              | 2               | -                | -                | 5                       | 0                       | 15    | 2     | 0,15            |
| C. D. Guadalajara · México    | 2025-26         | 3               | 0               | -                | -                | 0                       | 0                       | 3     | 0     | 0,00            |
| C. D. Guadalajara · México    | Total 2da Etapa | 13              | 2               | -                | -                | 5                       | 0                       | 18    | 2     | 0,15            |
| C. D. Guadalajara · México    | Total Club      | 110             | 36              | 12               | 5                | 13                      | 2                       | 135   | 43    | 0,33            |
|                               | Total Carrera   | 371             | 118             | 34               | 19               | 30                      | 8                       | 436   | 145   | 0,34            |

- (*) Copa MX, (**) Superliga de Grecia, Concacaf Liga Campeones, Copa Libertadores de América, UEFA Champions League, Copa Mundial de Clubes de la FIFA.

## Secuestro
El 28 de mayo de 2016 el futbolista fue secuestrado por seis individuos que lo interceptaron poco después de abandonar una fiesta, mientras conducía junto a su novia por un camino rural a las afueras de Ciudad Victoria, Tamaulipas; una de las regiones más inseguras del país. Veinticinco horas después, tras un operativo en el que participaron fuerzas federales —y a escasos días de la celebración de elecciones locales— el futbolista fue rescatado con vida y trasladado a un hospital para recibir atención médica.

## Palmarés

### Títulos nacionales
| Título           | Club        | País   | Año  |
| ---------------- | ----------- | ------ | ---- |
| Liga MX          | Tigres UANL | México | 2011 |
| Copa MX          | Tigres UANL | México | 2014 |
| Superliga Grecia | Olympiakos  | Grecia | 2015 |
| Copa MX          | Guadalajara | México | 2017 |
| Liga MX          | Guadalajara | México | 2017 |

### Títulos internacionales
| Título                  | Equipo           | País           | Año  |
| ----------------------- | ---------------- | -------------- | ---- |
| Preolímpico de Concacaf | Selección Sub-22 | Estados Unidos | 2012 |
| Liga de Campeones       | Guadalajara      | México         | 2018 |

### Títulos Amistosos
| Título                      | Club             | Sede   | Año  |
| --------------------------- | ---------------- | ------ | ---- |
| Torneo Esperanzas de Toulon | Selección Sub-23 | Toulon | 2012 |

### Distinciones individuales
| Distinción                                                       | Año  |
| Campeón de goleo del Preolímpico de Concacaf                     | 2012 |
| Campeón de goleo de la Copa MX (9 goles)                         | 2014 |
| Mejor jugador del partido Levadiakos FC vs Fútbol Club Platanias | 2015 |
| Mejor jugador del partido Olympiacos Fútbol Club vs Chania FC    | 2015 |
| Once Ideal de la Liga MX                                         | 2017 |
| Mejor jugador de la Liga MX                                      | 2017 |
| Mejor gol de la Liga MX                                          | 2017 |
| Campeón de goleo del Apertura 2019 Liga MX                       | 2019 |
| ---------------------------------------------------------------- | ---- |